# Cándido Hernández de Velasco
Cándido Hernández de Velasco (Motril (Granada) España, 1846 - Madrid, España, 1918) fue capitán general de Canarias.

## Biografía
Nació en Motril (Granada) el 4 de septiembre de 1846, hijo de Antonio Hernández Moreno y Antonia Velasco Ruiz. A los catorce años de edad ingresó en el Colegio de Infantería de Toledo.
Siendo comandante de Infantería en Cuba se casó con Mercedes Font y Amat, nacida en Trinidad de padres catalanes, y tuvieron ocho hijos (Gonzalo, Víctor, Carlos, Jorge, Álvaro, Mercedes, Mª Ángeles y Mª Luisa). Aunque él mismo residió durante poco tiempo en Canarias, dos de sus hijos se casaron en Gran Canaria estableciéndose para siempre en las islas una rama de la familia: Gonzalo contrajo matrimonio con Consuelo Navarro Montesdeoca; y Carlos Hernández Font con Dolores Millares Carló (nieta de Agustín Millares Torres, hija de Agustín Millares Cubas y hermana de Agustín Millares Carlo).
Falleció en Madrid el 21 de septiembre de 1918.

## Carrera militar
Ingresa como cadete en el Colegio de Infantería de Toledo en julio de 1862 y desde entonces empieza a contar su antigüedad en la carrera de las armas, que culminaría en marzo de 1866 con el grado de subteniente. Desde entonces casi todos sus ascensos fueron obtenidos por su valor en los campos de batalla. Toma parte en la batalla de Alcolea el 28 de septiembre de 1868, a las órdenes del Capitán General Duque de la Torre, y por ello es recompensado con las estrellas de Teniente.
Con este empleo de teniente tomó parte activa en las persecuciones de varias partidas armadas que se originaron en los montes de Toledo. En 1870 obtuvo el grado de capitán por distinguirse en las acciones de Monte Orrio contra el levantamiento carlista de Guipúzcoa. Dos años después, en 1872 tomó parte en otras operaciones contra los carlistas de Barcelona, donde fue levemente herido en la zona de Pieral.

## Campaña de Cuba
En octubre de 1872 es destinado al ejército de Cuba, en el empleo de capitán, al Batallón de Cazadores de Simancas en la Trocha del Oeste.
Asciende a Comandante por méritos de guerra en enero de 1877, continuando en campaña con el Batallón de Cazadores de Alcántara de desde agosto de 1878.
Regresa a España  en julio de 1879, pero vuelve a Cuba en noviembre de 1881, destinado a las órdenes del gobernador militar de La Habana. Comandante militar de Santa Clara en julio de 1884, regresa a España en julio de 1888 y asciende a teniente coronel en julio, marchando nuevamente a Cuba en noviembre como comandante militar de la Isla de Pinos.
En junio de 1895 asciende a coronel tomando parte en numerosas acciones de guerra, y batiéndose con el General Antonio Maceo y Grajales en febrero de 1896 en la zona de Sagua la Grande. Por un Real Decreto de 27 de noviembre de 1896 es ascendido a general de brigada.  El 28 de marzo de 1897 en la acción de la Loma de Sarriegui, captura a Juan Rius Rivera.
Su mando en Cuba constituía la página más gloriosa de su vida militar. Al salvar la vida del general insurrecto Rius Rivera, acción censurada por el general Weyler que pedía la muerte del prisionero, no sólo conquistó la gratitud del enemigo sino la respetuosa popularidad de la que gozó su nombre en Cuba.
Declarada la guerra a los Estados Unidos, establece la defensa de la provincia de Pinar del Río, rechazando un intento de desembarco que hizo un crucero norteamericano en combinación on las fuerzas rebeldes. El 5 de julio de 1898 rechaza las tropas americanas que intentaban apoderarse del vapor español "Alfonso XII", cerca del Puerto de Mariel.

## Capitán General de Canarias
Terminada la contienda cubana, regresó a España en diciembre de 1898, siendo destinado a la Junta Consultiva de Guerra. Posteriormente en 1900 ocupa un nuevo destino en la Comisión Clasificadora de Movilización de Ultramar. Por Real Decreto de 3 de julio de 1901 asciende a  General de División por los méritos que había contraído en la campaña de Cuba y pasa a ocupar el cargo de gobernador militar de Vizcaya hasta que en enero de 1904 fue nombrado gobernador militar de Las Palmas de Gran Canaria, cargo que desempeñará por espacio de ocho años; llegando a ostentar interinamente en muchas ocasiones la Capitanía General de Distrito.
Asciende a Teniente General por Real Decreto de 8 de mayo de 1912, siendo nombrado Consejero del Consejo Supremo de Guerra y Marina en 1914 y esta nueva situación le hace alejarse con gran pena de la isla; pero cuatro años después el rey le otorga, por Real Decreto de 23 de julio de 1916, su último y definitivo destino de Capitán General de Canarias. No obstante, el mando militar del Archipiélago no lo habría de disfrutar por mucho tiempo, pues ya por aquellas fechas rondaba los 72 años y se le pasó a la situación de 1.ª reserva en julio de 1918. Poco después falleció en Madrid, víctima de un ataque al corazón, la tarde del 21 de septiembre de 1918.
En su sepelio se le rindieron los máximos honores militares por parte del Batallón de Vad-Das con bandera y música y dos escuadrones de Húsares de la Princesa. Paradójicamente el General Weyler, con quien tantas diferencias había tenido, fue designado por Alfonso XIII para que presidiera las honras fúnebres.
| Predecesor: Luis Mackena y Benavides | Capitán General de Canarias Julio de 1916 – julio de 1918 | Sucesor: Carlos Palanca y Cañas |

## Condecoraciones y honores obtenidos
- 1875 Medalla de la Campaña de Cuba con dos pasadores.
- Cruz Roja de 1.ª Clase del Mérito Militar.
- 1876 Declarado Benemérito de la Patria por los servicios prestados en la campaña de Cuba.
- 1881 Cruz sencilla de la Orden de San Hermenegildo.
- 1884 Medalla de la Guerra Civil de 1873 y 1874.
- 1888 Placa de la Orden de San Hermenegildo.
- 1896 Cruz Roja de 3.ª Clase del Mérito Militar pensionada.
- 1897 Caballero gran cruz de la Orden de San Hermenegildo.
- Gran Cruz del Mérito Militar.
- 1898 Gran Cruz Pensionada del Mérito Militar.
- 1899 Medalla de la última campaña de Cuba, con tres pasadores.
- En 1895 recibió el homenaje de la Isla de Pinos (al sur de la provincia cubana de Pinar del Río) que le hizo Hijo Adoptivo y le nombró Alcalde Corregidor.
- En 1897 los pueblos de San Diego de los Baños y de San Cristóbal en Cuba lo proclamaron Hijo Adoptivo.
- En 1896 la ciudad de Motril (España) lo declaró Hijo Predilecto.
- Por sus actos de servicio y heroicidades durante la última guerra de independencia cubana, la regente María Cristina, le concedió el título de Marqués de Motril y la unión de sus apellidos a perpetuidad; pero ambas dignidades no fueron de su estima y tampoco las consideró para que fueran disfrutadas por sus descendientes.